# Biom volného oceánu

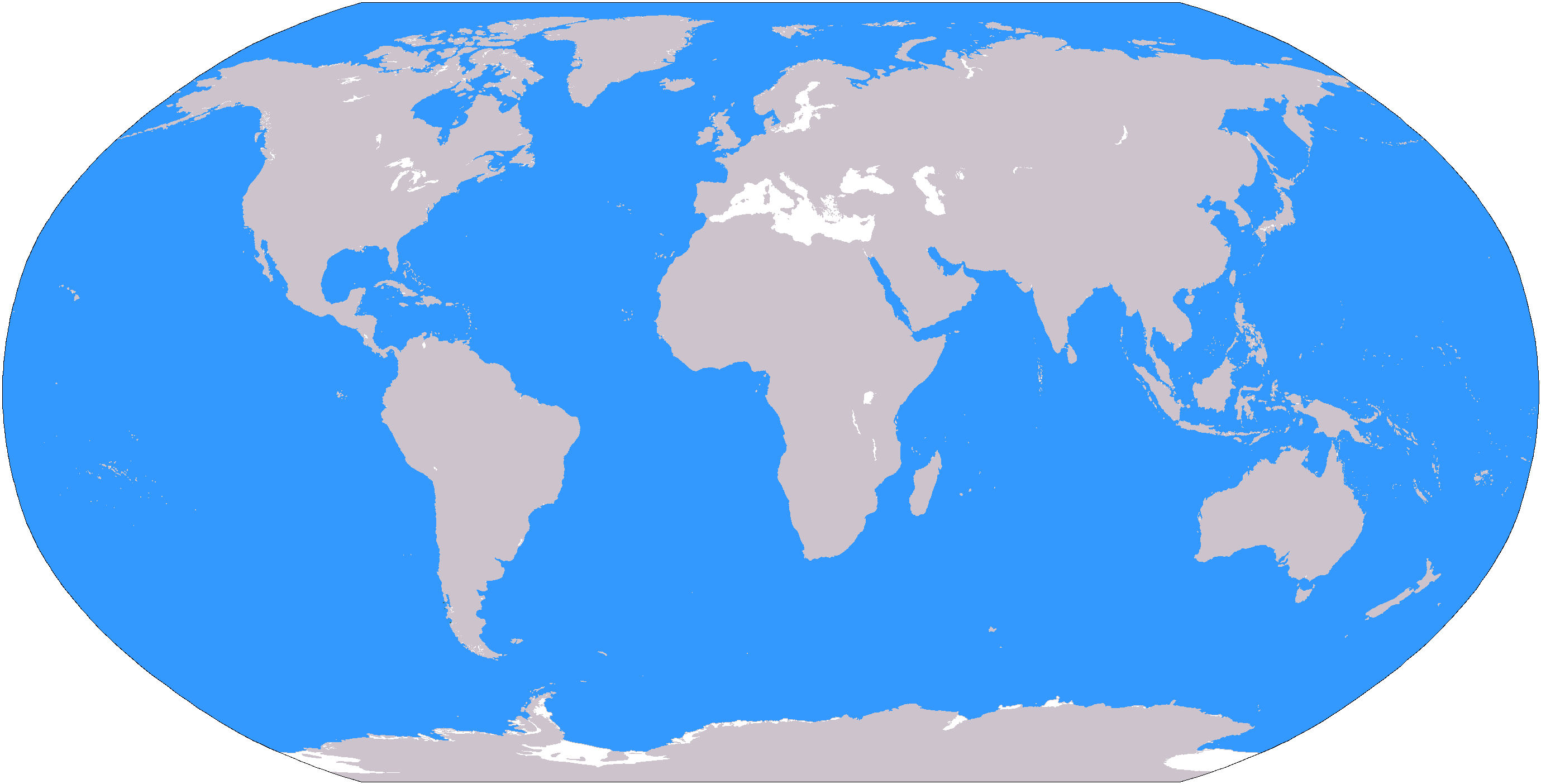
Plocha oceánu (vyznačená modře)

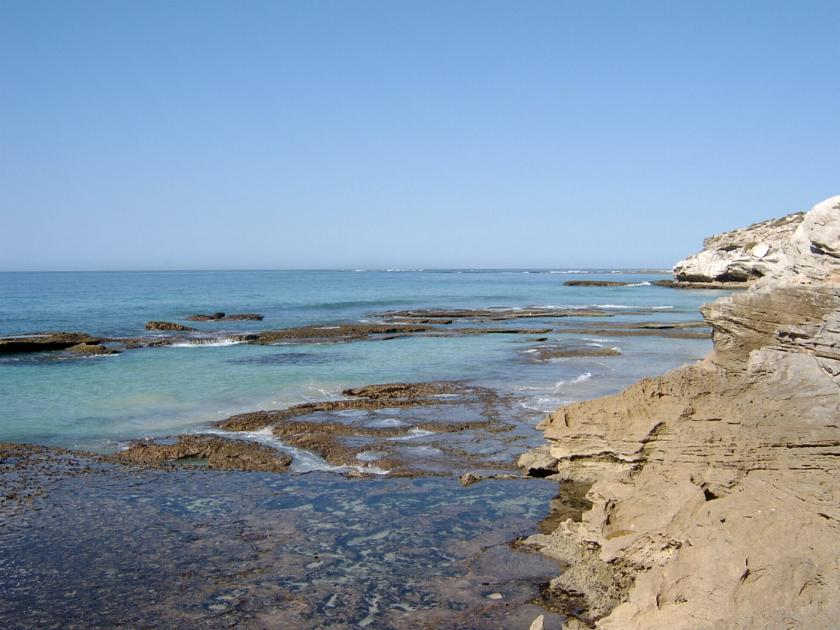
Pobřeží oceánu

Biom volného oceánu, nejrozsáhlejší biom světa, pokrývá okolo 75 % povrchu Země. Oceán se rozdělil na pět částí, na Tichý, Atlantský, Indický, Severní ledový a Jižní oceán (uznaný až v roce 2000). Jde jen o umělé rozdělení, ve skutečnosti je plocha celistvá. Povrch oceánů je zvrásněn a na mnoha místech vulkanicky a tektonicky aktivní. (Například na sklonku roku 2004 vlna tsunami, která zasáhla jihovýchodní Asii, byla vyvolaná právě tektonickou činností.)

## Zóny
Příbřežní zónaMůže být několik typů, nejčastěji však písčitá nebo skalnatá. Organismy musí být odolné proti znečištění vody v případě písku a proti silnému příboji v případě skal. Mezi organismy žijící v této zóně se řadí řasy, mlži, plži a menší druhy ryb.
Pelagická zónaJde o tzv. volné nebo otevřené moře. Voda je značně chladnější a právě zde je znát vliv proudů. Ty s sebou přináší plankton, kterým se živí větší ryby, ale i velryby.
Bentická zónaTato zóna se nachází pod pelagickou zónou (až na výjimku hlubin, viz následující odstavec). Dno je tvořeno zejména z usazenin, odumřelých organismů. Voda se ochlazuje s přibývající hloubkou a ubývajícím slunečním světlem. Zástupci organismů jsou mořská tráva, houbovci, sasanky, mořští červi, hvězdice atd.
Hlubinná zónaTeplota vody se pohybuje okolo 2 až 3 °C (ve vyšších zeměpisných šířkách, tj. kolem polů planety nebo pod 4 až 5 km hloubky je teplota kolem nuly). Oceán je dost nasycen kyslíkem ale pod vysokým tlakem a obsahuje málo živin. Organismy zde žijící jsou ve většině případů bakterie, provádějící syntézu z chemických látek z vyvěrajících pramenů.

## Život v oceánu
Většina organismů je silně ovlivněna prouděním vod. Může jít jak o slapové jevy (pohyb vyvolaný gravitací Měsíce a Slunce – příliv a odliv), ale i o mořské proudy. Masy vod všech oceánů a moří jsou totiž neustále v pohybu. Tvoří se proudy – teplé a studené. Na povrchu jde o vlny (způsobené větrem), které po přiblížení k pobřeží utvářejí příboj.

### Rostliny
Rostliny jsou v podvodním světě zastoupeny například jako tzv. podvodní nebo mořské trávy. Časté jsou také řasy (právem nazývané plícemi Země). Řasy se rozřazují na zelené řasy, ruduchy (červené řasy) a chaluhy (hnědé řasy). Nejčastěji obývají skalnaté podloží.

### Živočichové
Tato říše je v oceánech zastoupena nejvíce. Kytovci (Cetacea) zástupci: delfín obecný, delfín skákavý, kosatka dravá, vorvaň tuponosý, narval jednorohý.

#### Bezobratlí

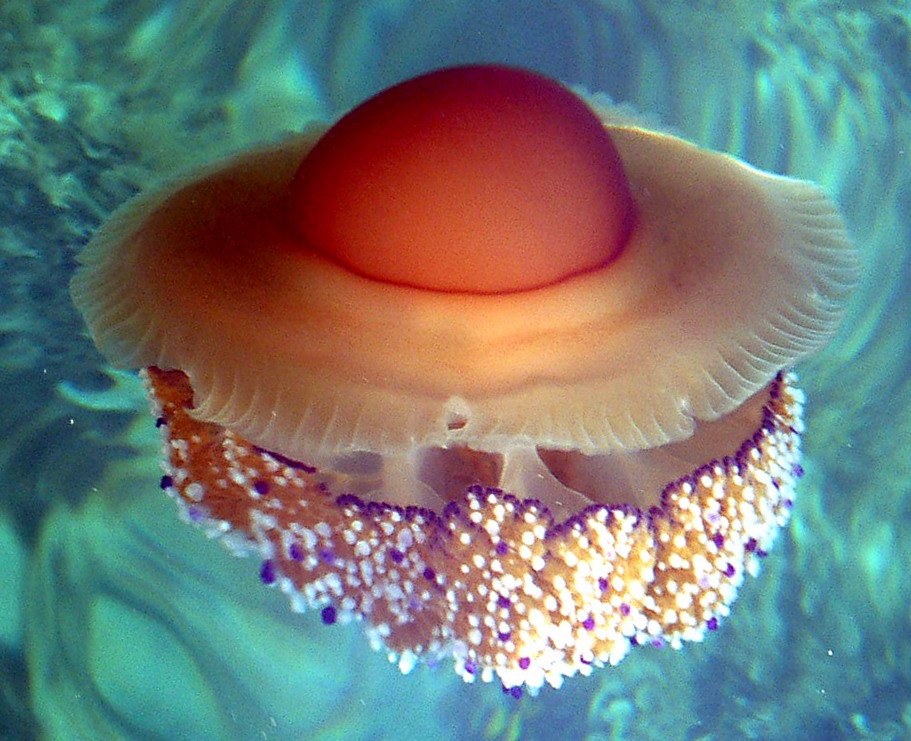
Kořenoústka hrbolatá

Mezi nejprimitivnější organismy patří houbovci a žahavci. Houbovci jsou přisedlé organismy, bez typických úst a trávicí soustavy či jiných orgánů. Jejich tělo je tvořeno dvěma vrstvami buněk, mezi nimiž se nachází mezoglea (kostra hub). Živí se filtrováním planktonu z mořské vody. Žahavci mají skupiny tvrdí a měkcí koráli, sasanky, medúzovci, polypovci, trubýši a další. Tvrdí koráli se nazývají větevníci a vytváří vápencové útvary, které se souhrnně nazývají korálové útesy. Měkké korály lze rozdělit na laločníky, rohovitky, pérovníky a černě zbarvené trnatce. Tito koráli mají tělo vyztužené obvykle vápnitými tyčinkami nebo gorgonitem. „Jeden korál“ je vlastně celá kolonie polypů a ne jeden organismus. Sasanky využívají na svoji obranu žahavé buňky, neboť nemají tělo zpevněné žádnou látkou. Jsou oblíbeným útočištěm pro drobné ryby klauny. 
K chapadlovcům se řadí mechovky, které čítají na 4000 druhů. 
Mezi měkkýše patří kelnatky (podobné sloním klům v malém podání), mlži (ústřice, hřebenatky, slávky atd.), štítkonošci (chroustnatky – místo skořápky 8 destiček), plži (až 35 000 druhů, dále dělení na nahožábré a krytožábré), zadožábří plži (typičtí, úplná ztráta ulity, ochrana nahrazená toxickým slizem pokrývajícím celé tělo, popř. žahavými buňkami) a hlavonožci (chobotnice, sépie atd.). 

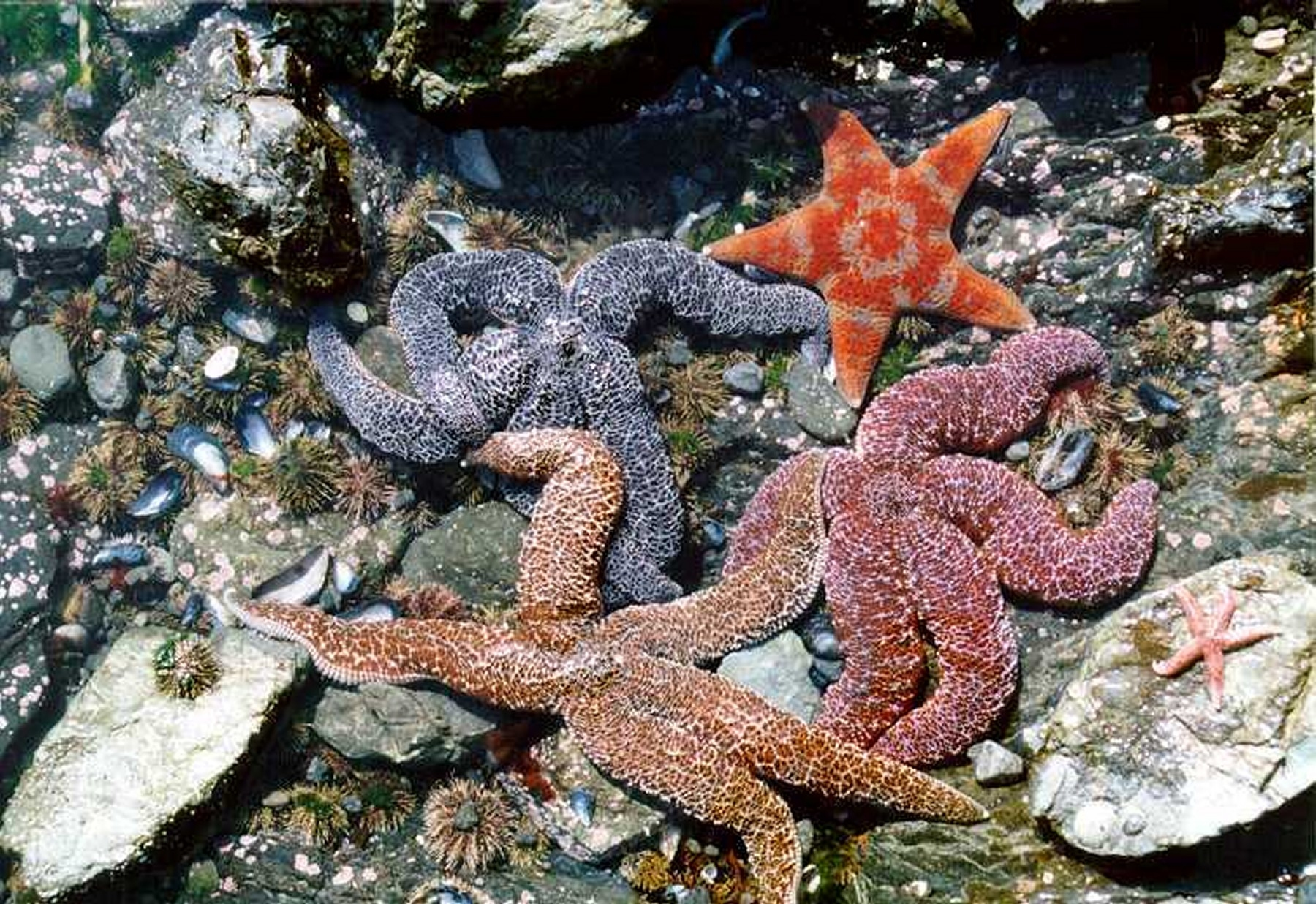
Hvězdice

Další jsou ostnokožci – hvězdice (např. problematická trnová koruna ohrožující korálové kolonie), lilijice (zvláštní organismy připomínající více než živočicha rostlinu), hadice, ježovky (bránící se obvykle svými trny) a sumýši (pohybující se pomocí řad panožek, v tropických vodách mají velmi pestré zbarvení).
Korýši jsou pokročilá skupina živočichů majících vyvinutou vnější chitinovou kostru. Patří mezi ně desetinožci (langusty a humři, nemají klepeta) a ústonožci. Zajímavé jsou čisticí krevety. Tito tvorové odstraňují cizopasníky, bakterie a odumřelou kůži rybám a jiným mořským organismům. Jde o symbiózu.

#### Obratlovci a další strunatci
Strunatci jsou živočichové mající hřbetní strunu nebo páteř. Řadí se mezi ně sumky připomínající okurky, paryby (žraloci a rejnoci), ryby, které jsou děleny na tyto skupiny, dvojdyšní, lalokoploutví a paprskoploutví (nejhojnější skupiny útesových ryb: sapínovití, pyskounovití, pomcovití, klipkovití, kanicovití, ploskozubcovití, bodlokovití, slizounovití a hlaváčovití), plazi (hlavně želvy). Dále jsou častí savci. Nejznámější jsou kytovci (delfíni, velryby atd.).

### Plankton
Plankton je souhrnný název pro celou škálu organismů. Plankton je jednou z nejdůležitějších složek v potravní síti oceánu, a proto má nesmírný význam pro celý biom.
Existuje několik dělení planktonu. Toto je dělení podle skupin organismů:
- bakterioplankton (bakteriální)
- fytoplankton (rostlinný)
- zooplankton (živočišný)

Další dělení je rozřazení podle velikosti:
- ultraplankton
- nanoplankton
- mikroplankton
- mezoplankton
- megaplankton